# Тибилов, Александр Арсеньевич
Александр Арсеньевич (Арсентьевич) Тибилов (осет. Тыбылты Арсенийы фырт Алыксандр; 17 февраля 1887 года (по другим данным — 5 мая 1888 года), село Залда, Тифлисская губерния, Российская империя — 1937 год (по другим данным — 8 июня 1938 года), Сталинири, Юго-Осетинская автономная область, Грузинская ССР) — юго-осетинский советский писатель, журналист, литературный критик и общественный деятель. Один из основателей осетинского литературного журнала «Фидиуæг». Писал под псевдонимом Хосдау. Его именем назван Юго-Осетинский государственный университет.

## Биография
Родился 17 февраля 1887 года в селе Залда Тифлисской губернии (сегодня — Цхинвальский район Южной Осетии). В 1910 году окончил Тифлисскую гимназию и в этом же году поступил на историко-филологический факультет Новороссийского университета (Одесса). После окончания университета в 1915 году преподавал русский язык в родной гимназии в Тифлисе. В 1918 году переехал в Цхинвал, где продолжил заниматься преподавательской деятельностью в местной гимназии. В 1920 году был назначен на государственную должность в органы просвещения Южной Осетии.
В 1924 года стал одним из основателем газеты «Хурзæрин». Работал в редакции этой газеты первоначально ответственным секретарём и позднее — заместителем редактора. В 1927 году участвовал в основании осетинского литературного журнала «Фидиуæг». В 1930 году стал членом правления Цхинвальского книжного издательства. Работал в редакции газеты «Большевикон аивад» (Большевистское искусство) и журнала «Æххуыс ахуыргæнæгæн» (Помощь учителю).
Занимался открытием в Цхинвале педагогического техникума, где с 1925 года по 1932 год преподавал осетинский язык и литературу. Позднее был назначен директором этого педагогического техникума. В 1932 году принял непосредственное участие в организации Сталинирского агробиологического института, который позднее был преобразован в Юго-Осетинский педагогический институт (сегодня — Юго-Осетинский государственный университет). Был заместителем и заведующим учебной части основанного им Сталинирского агробиологического института.
Писал критические стать о литературной деятельности осетинских писателей своего времени. Занимался переводами на осетинский язык русских и грузинских писателей.
Был репрессирован в 1937 году. В 1955 году реабилитирован.
В 1989 году Юго-Осетинскому государственному университету было присвоено его имя. В 1964 году в Цхинвали вышел сборник его произведений Равзаргæ уацмыстæ (Избранные произведения) и в 1988 году сборник «Уацмысты æмбырдгонд».